# دینا دی‌آرمند
دِینا دی‌آرمند (انگلیسی: Dana DeArmond؛ زاده ۱۶ ژوئن ۱۹۷۹) بازیگر پورنوگرافی اهل ایالات متحده آمریکا است.

## حرفه
دی‌آرمند در اورلندو، فلوریدا بزرگ شد. وی پیش از آنکه وارد حرفه پورن شود به دلیل داشتن سیصد هزار دوست در مای‌اسپیس، یک شخصیت محبوب اینترنتی بود.